# يبورك السملالي
يبورك السملالي (1026 - 1058 هـ / 1617 - 1648 م) هو فاضل، من أهل تازموت بالمغرب.
هو يبورك (بكسر الياء، ويقال أيضا إيبورك، والأول أفصح، ومعناه مبارك والكلمة بربرية) بن عبد الله بن يعقوب السملالي.

## آثاره
- «نصيحة الطلبة».
- «شرح صغرى السنوسي».
- «شرح لامية الأفعال».
- «زبدة المستطرف» نسخة مخطوطة في خزانة أزاريف (بالمغرب) اختصر به «المستطرف» للابشيهي.
- «شرح فرائض مختصر خليل» لصاحبه خليل بن إسحاق الجندي، نسخة في تمكروت.
- «شرح عقيدة المهدي بن تومرت».
- «مختصر حسن المحاضرة للسيوطي».
- شرح على عقيدة أبي عثمان سعيد بن عبد المنعم الداودي المناني الحيحي